# Umar Kayam
Umar Kayam (ur. 30 kwietnia 1932 w Ngawi, zm. 16 marca 2002 w Dżakarcie) – indonezyjski socjolog i pisarz. Rozwinął badania socjologiczne nad literaturą indonezyjską i wprowadził na grunt indonezyjski „teorię ugruntowaną”.

## Życiorys
Początkowo kształcił się w Hollandsch-Inlandsche School (HIS) w Surakarcie. Edukację kontynuował w szkole Meer Uitgebreid Lager Onderwijs (MULO) oraz w szkole średniej w Yogyakarcie. W 1955 r. ukończył studia na Wydziale Edukacji Uniwersytetu Gadjah Mada. W 1963 r. uzyskał magisterium na Uniwersytecie Nowojorskim, a doktoryzował się w 1965 r. na Uniwersytecie Cornella.
Do 1969 r. pełnił funkcję dyrektora generalnego ds. radia, telewizji i filmu w Ministerstwie Informacji. Następnie objął stanowisko przewodniczącego Rady Sztuki w Dżakarcie, które piastował do 1972 r. Był dyrektorem Centrum Szkoleniowego Studiów Społecznych na Uniwersytecie Hasanuddina (1975–1976) oraz członkiem Ludowego Zgromadzenia Doradczego (MPRS). Był wykładowcą na Uniwersytecie Indonezyjskim i pracownikiem naukowym East–West Center w Honolulu (1973), a także starszym profesorem na Wydziale Literatury Uniwersytetu Gadjah Mada. Na tej samej uczelni przeszedł na emeryturę jako profesor emeritus. W 1988 r. został mianowany członkiem Akademii Dżakarckiej. Był także przewodniczącym Dżakarckiej Rady Sztuki i Narodowej Rady Filmowej.
Jego dorobek obejmuje wiele opowiadań, powieści, esejów. Był także autorem opowiadań dla dzieci. Znaczna część jego twórczości jest dostępna w języku angielskim. W 1987 r. otrzymał S.E.A. Write Award.

## Wybrana twórczość
- (1975) Sri Sumarah dan Bawuk[5]
- (1981) Seni, Tradisi, Masyarakat[6]
- (1992) Para Priyayi[7]
- (1997) Parta krama kumpulan cerita pendek[8]
- (1999) Seribu Kunang-kunang di Manhattan[9]
- (1999) Jalan Menikung[10]